# 10943 Brunier
10943 Brunier (1999 FY6) là một tiểu hành tinh vành đai chính được phát hiện ngày 20 tháng 3 năm 1999 bởi Khảo sát tiểu hành tinh OCA-DLR ở Caussols. Nó đã được đặt tên cho Serge Brunier, một nhà văn và nhà nhiếp ảnh nghiên cứu về vũ trụ.